# 39條線索
39條線索(The 39 Clues)是一套由學樂集團出版的奇幻冒險系列書籍，作者包括了雷克·萊爾頓、戈爾登．柯曼、彼得·勒安吉斯、朱蒂·沃森、派崔克·卡門、高登·卡爾曼、琳達·帕克和瑪格麗特·彼德森·哈迪克絲。全系列共有10本書，分別是：《骨頭迷宮》、《關鍵音符》、《偷刀賊》、《古墓謎蹤》、《神秘禁區》、《命運深淵》、《蛇蠍陷阱》、《帝皇密碼》、《風暴警告》以及《最終試煉》。